# Lijst van rijksmonumenten in Benschop
De plaats Benschop telt 44 inschrijvingen in het rijksmonumentenregister. Hieronder een overzicht.
| Object                                                           | Oorspronkelijke functie?  | Bouwjaar                                    | Architect   | Locatie            | Coördinaten?                  | Nr.?   | Afbeelding                                    |
| ---------------------------------------------------------------- | ------------------------- | ------------------------------------------- | ----------- | ------------------ | ----------------------------- | ------ | --------------------------------------------- |
| Grote of Sint-Nicolaaskerk                                       | Kerk en kerkonderdeel     | 14e-15e eeuw                                |             | Dorp 208           | 52° 0' 34" NB, 4° 58' 42" OL  | 8952   | Meer afbeeldingen                             |
| Gepleisterde woning met dubbele topgevel                         | Boerderij                 | 18e eeuw                                    |             | Boveneind ZZ 3     | 52° 0' 52" NB, 5° 1' 37" OL   | 8953   | Meer afbeeldingen                             |
| Gepleisterd langhuis, dak riet gedekt                            | Boerderij                 | 1910                                        |             | Dorp 65            | 52° 0' 36" NB, 4° 59' 49" OL  | 8954   | Meer afbeeldingen                             |
| Gepleisterd langhuis, topgevel rietgedekt                        | Boerderij                 | 18e eeuw                                    |             | Dorp 119           | 52° 0' 34" NB, 4° 59' 6" OL   | 8955   | Meer afbeeldingen                             |
| Boerderij                                                        | Boerderij                 | 17e eeuw                                    |             | Dorp 183           | 52° 0' 29" NB, 4° 58' 34" OL  | 8956   | Meer afbeeldingen                             |
| Boerderij, langhuis, afgewolfd dak, voorgevel rietgedekt         | Boerderij                 | 18e eeuw                                    |             | Dorp 227           | 52° 0' 21" NB, 4° 57' 54" OL  | 8957   | Meer afbeeldingen                             |
| Boerderij met woonhuis- en bedrijfsgedeelte onder een kap        | Boerderij                 | 18e of begin 19e eeuw                       |             | Dorp 233           | 52° 0' 21" NB, 4° 57' 50" OL  | 8958   | Meer afbeeldingen                             |
| Boerderij, deels gepleisterd langhuis                            | Boerderij                 | 18e eeuw                                    |             | Benedeneind ZZ 249 | 52° 0' 19" NB, 4° 57' 39" OL  | 8959   | Meer afbeeldingen                             |
| Boerderij met woning- en bedrijfsgedeelte onder een kap          | Boerderij                 | 19e eeuw                                    |             | Benedeneind ZZ 269 | 52° 0' 15" NB, 4° 57' 19" OL  | 8960   | Meer afbeeldingen                             |
| Boerderij, langhuis, steen met T R B                             | Boerderij                 | 16e eeuw                                    |             | Benedeneind ZZ 279 | 52° 0' 13" NB, 4° 57' 12" OL  | 8961   | Meer afbeeldingen                             |
| Boerderij met woonhuis- en bedrijfsgedeelte onder een kap        | Boerderij                 | 18e of begin 19e eeuw                       |             | Benedeneind ZZ 301 | 52° 0' 7" NB, 4° 56' 36" OL   | 8962   | Meer afbeeldingen                             |
| Boerderij, langhuis met muurankers, riet gedekt                  | Boerderij                 | 17e eeuw                                    |             | Benedeneind ZZ 311 | 52° 0' 5" NB, 4° 56' 22" OL   | 8963   | Meer afbeeldingen                             |
| Boerderij, laag langhuis                                         | Boerderij                 | 18e eeuw                                    |             | Benedeneind ZZ 335 | 52° 0' 2" NB, 4° 56' 7" OL    | 8964   | Meer afbeeldingen                             |
| Boerderij, laag langhuis                                         | Boerderij                 |                                             |             | Benedeneind ZZ 339 | 52° 0' 1" NB, 4° 56' 5" OL    | 8965   | Meer afbeeldingen                             |
| Boerderij "Oudervrucht"                                          | Boerderij                 | 19e eeuw                                    |             | Benedeneind ZZ 417 | 51° 59' 52" NB, 4° 54' 38" OL | 8966   | Meer afbeeldingen                             |
| Boerderij, dwarshuis met rechte lijstgevel                       | Boerderij                 | 18e eeuw                                    |             | Benedeneind ZZ 419 | 51° 59' 48" NB, 4° 54' 30" OL | 8967   | Meer afbeeldingen                             |
| Snellenburg: koetshuis                                           | Bijgebouwen kastelen enz. | 18e eeuw (oorsprong) 19e eeuw (wijzigingen) |             | Boveneind NZ 60    | 52° 0' 47" NB, 5° 0' 48" OL   | 8969   | Meer afbeeldingen                             |
| Voormalig huis snellenburg                                       | Boerderij                 | ca. 1700                                    |             | Boveneind NZ 66    | 52° 0' 45" NB, 5° 0' 43" OL   | 8970   | Meer afbeeldingen                             |
| Gepleisterd langhuis met rieten dak                              | Boerderij                 | 18e eeuw                                    |             | Boveneind NZ 82    | 52° 0' 42" NB, 5° 0' 27" OL   | 8971   | Meer afbeeldingen                             |
| Gepleisterd langhuis, topgevel                                   | Boerderij                 | 18e eeuw                                    |             | Dorp 122           | 52° 0' 38" NB, 4° 59' 38" OL  | 8972   | Meer afbeeldingen                             |
| Gepleisterd langhuis, rietgedekt op afgewolfde voorgevel         | Boerderij                 | 18e eeuw                                    |             | Dorp 128           | 52° 0' 37" NB, 4° 59' 29" OL  | 8973   | Meer afbeeldingen                             |
| Landgoed Zeldenrust                                              | Woonhuis                  | begin 19e eeuw                              |             | Dorp 176           | 52° 0' 34" NB, 4° 58' 50" OL  | 8974   | Meer afbeeldingen                             |
| Koepeltje aan de benschopperwetering terzijde van het dorpsplein | Bijgebouwen kastelen enz. | 18e eeuw                                    |             | Dorp bij 226       | 52° 0' 31" NB, 4° 58' 43" OL  | 8975   | Meer afbeeldingen                             |
| Boerderij, witgepleisterd langhuis, topgevel met afgewolfd dak   | Boerderij                 |                                             |             | Dorp 244           | 52° 0' 32" NB, 4° 58' 38" OL  | 8976   | Meer afbeeldingen                             |
| Boerderij, langhuis, gepleisterd                                 | Boerderij                 | 18e eeuw                                    |             | Dorp 260           | 52° 0' 29" NB, 4° 58' 27" OL  | 8977   | Meer afbeeldingen                             |
| Voormalig raadhuis                                               | Bestuursgebouw en onderdl | 18e eeuw                                    |             | Dorp 266           | 52° 0' 28" NB, 4° 58' 20" OL  | 8978   | Meer afbeeldingen                             |
| Boerderij, langhuis                                              | Boerderij                 | 18e eeuw                                    |             | Dorp 290           | 52° 0' 24" NB, 4° 57' 57" OL  | 8979   | Meer afbeeldingen                             |
| Boerderij, dwarshuis, gepleisterd, topgevels, dak rietgedekt     | Boerderij                 | 17e eeuw                                    |             | Dorp 304A          | 52° 0' 23" NB, 4° 57' 51" OL  | 8980   | Meer afbeeldingen                             |
| Onbelangrijke boerderij met fraaie wapensteen                    | Boerderij                 | 17e eeuw                                    |             | Benedeneind NZ 316 | 52° 0' 20" NB, 4° 57' 38" OL  | 8981   | Meer afbeeldingen                             |
| Boerderij, langhuis, rieten dak                                  | Boerderij                 |                                             |             | Benedeneind NZ 336 | 52° 0' 14" NB, 4° 57' 4" OL   | 8982   | Meer afbeeldingen                             |
| Bouwlust                                                         | Boerderij                 |                                             |             | Benedeneind NZ 360 | 52° 0' 13" NB, 4° 56' 50" OL  | 8983   | Meer afbeeldingen                             |
| Boerderij met woon- en bedrijfsgedeelte onder een kap            | Boerderij                 | 19e eeuw                                    |             | Benedeneind NZ 400 | 52° 0' 3" NB, 4° 56' 2" OL    | 8984   | Meer afbeeldingen                             |
| Boerderij, geel gepleisterd langhuis                             | Boerderij                 | 18e eeuw                                    |             | Benedeneind NZ 408 | 52° 0' 0" NB, 4° 55' 41" OL   | 8986   | Meer afbeeldingen                             |
| Boerderij, langhuis met afgewolfde voorgevel, rieten dak         | Boerderij                 |                                             |             | Benedeneind NZ 414 | 51° 59' 58" NB, 4° 55' 30" OL | 8987   | Meer afbeeldingen                             |
| Boerderij, gepleisterd langhuis                                  | Boerderij                 |                                             |             | Benedeneind NZ 416 | 51° 59' 59" NB, 4° 55' 25" OL | 8988   | Meer afbeeldingen                             |
| Boerderij, langhuis met rieten dak                               | Boerderij                 |                                             |             | Benedeneind NZ 430 | 52° 0' 1" NB, 4° 55' 8" OL    | 8989   | Meer afbeeldingen                             |
| Boerderij                                                        | Boerderij                 | 19e eeuw                                    |             | Benedeneind NZ 470 | 51° 59' 47" NB, 4° 54' 19" OL | 8991   | Meer afbeeldingen                             |
| Bolle brug over wetering                                         | Brug                      |                                             |             | Dorp bij 304       | 52° 0' 22" NB, 4° 57' 50" OL  | 8992   | Meer afbeeldingen                             |
| Boerderij met riet gedekt                                        | Boerderij                 | 19e eeuw (ankers)                           |             | Benedeneind NZ 432 | 52° 0' 0" NB, 4° 55' 4" OL    | 329202 | Meer afbeeldingen                             |
| Sint-Victorkerk                                                  | Kerk en kerkonderdeel     | 1886-1888                                   | A. Tepe     | Dorp 149           | 52° 0' 31" NB, 4° 58' 48" OL  | 512117 | Meer afbeeldingen                             |
| Sint-Victorkerk: pastorie                                        | Kerkelijke dienstwoning   | 1896                                        | G.A. Ebbers | Dorp 147           | 52° 0' 31" NB, 4° 58' 49" OL  | 512118 | Meer afbeeldingen                             |
| Sint-Victorkerk: tuinen                                          | Tuin, park en plantsoen   | 1896-1900                                   |             | Dorp 149           | 52° 0' 30" NB, 4° 58' 48" OL  | 512119 | Meer afbeeldingen                             |
| Sint-Victorkerk: grafmonument                                    | Begraafplaats en -onderdl | 1916                                        |             | Dorp 149           | 52° 0' 30" NB, 4° 58' 48" OL  | 512120 | Meer afbeeldingen                             |
| Pastorie van de Nederlands hervormde gemeente                    | Kerkelijke dienstwoning   | 1902                                        |             | Dorp 163           | 52° 0' 30" NB, 4° 58' 42" OL  | 512124 | Pastorie van de Nederlands hervormde gemeente |